# Johann Reinhard von Metternich

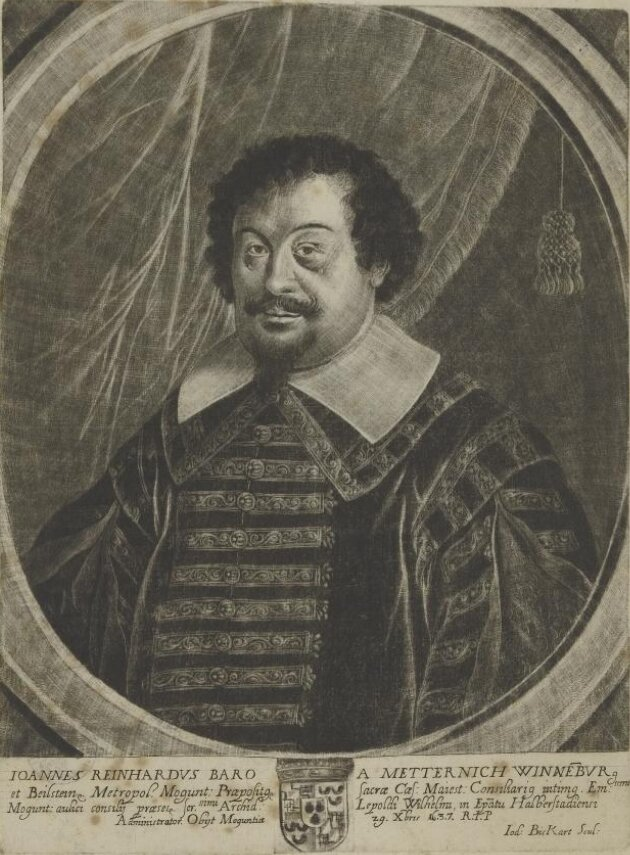
Johann Reinhard von Metternich

Johann Reinhard von Metternich (* unbekannt; † 30. Dezember 1637) war kaiserlicher und Kurmainzer Geheimer Rat sowie Domherr in verschiedenen Bistümern.

## Leben
Johann Reinhard von Metternich entstammte dem rheinischen Adelsgeschlecht von Metternich und war der Sohn des Johann Dietrich von Metternich zu Vettelkofen und dessen Gemahlin Anna von Dehren. In jungen Jahren betätigte sich Johann Reinhard als Domsänger in Mainz und nach einem Studium in Padua wurde er im Jahre 1589 Domherr in Trier, nahm am 2. August 1608 die münstersche Dompräbende des Kurfürsten Lothar von Trier in Besitz und wurde auf die Geschlechter Metternich, Leyen, Dern und Nassau aufgeschworen. Johann Reinhard wurde auch in Bamberg, Würzburg und Magdeburg präbendiert.
Er hatte auch ein Studium in Paris absolviert. Am 2. Januar 1625 wurde er unter Johann Schweikhard von Cronberg zum kurfürstlichen Hofpräsidenten ernannt. Er war Generalvikar des Bischofs von Halberstadt.

## Auszeichnungen
1619 wurde er zum kaiserlichen Rat gewählt.

## Sonstiges

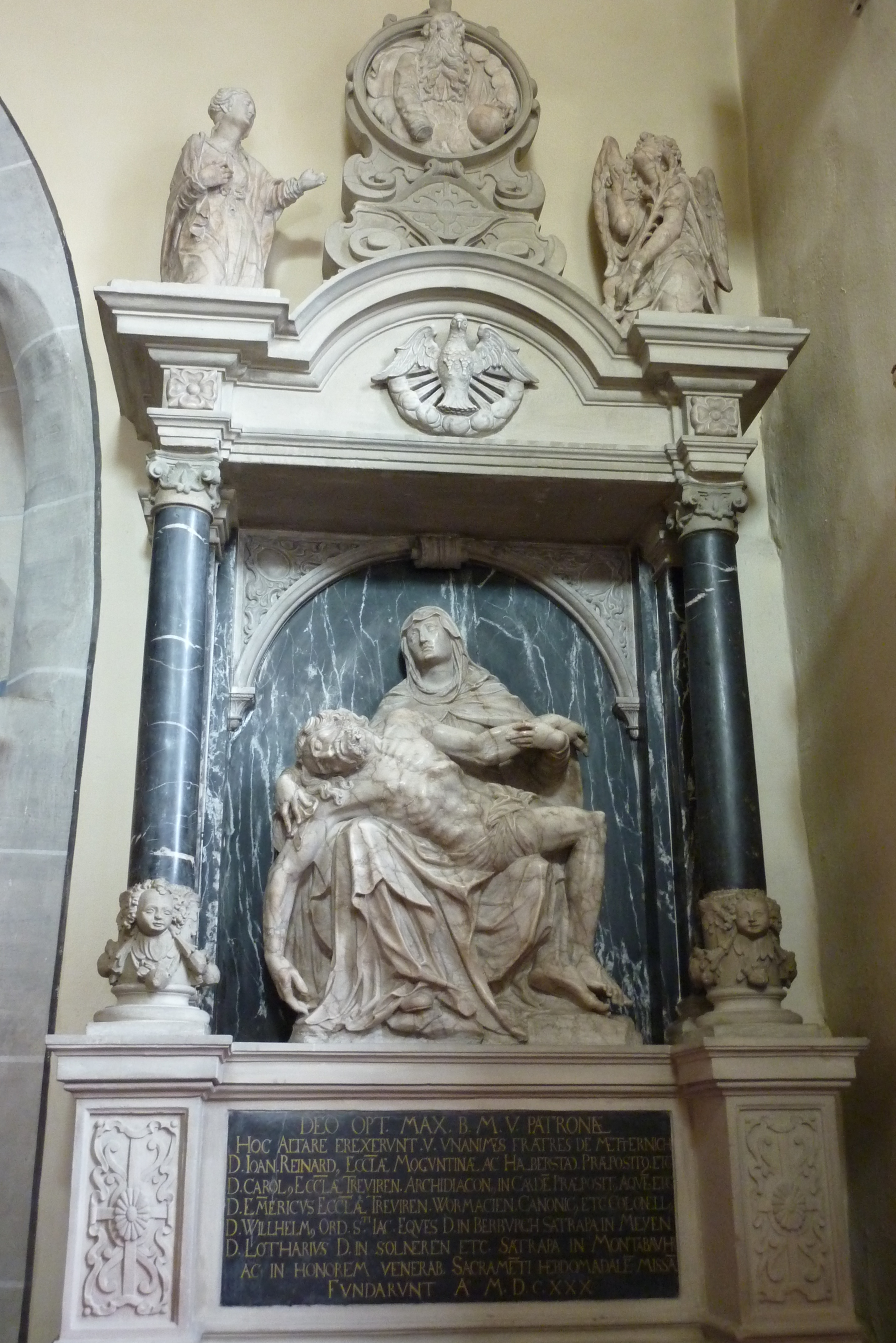
Südlicher Nebenaltar, genannt Metternichaltar

In der Pfarrkirche St. Stephanus in Gönnersdorf, Kreis Ahrweiler wurde im Jahre 1630 ein Gedenkaltar der Gebrüder Johann Reinhard und Wilhelm von Metternich errichtet.